# Ahmed Best
Ahmed Best (em 19 de agosto de 1973) é um ator, dublador, cantor e produtor musical americano, famoso por dar voz ao personagem Jar Jar Binks, da saga Star Wars. Seu personagem foi tão desaprovado que Best considerou cometer suicídio.

## Dublagens

### Filmes
- 1999: Star Wars Episódio I: A Ameaça Fantasma - Jar Jar Binks
- 2002: Star Wars Episódio II: Ataque dos Clones - Jar Jar Binks
- 2004: Kangaroo Jack: G'Day, U.S.A.! — Louis Booker
- 2005: Star Wars Episódio III: A Vingança dos Sith - Jar Jar Binks